# Walter Herrmann (Physiker)

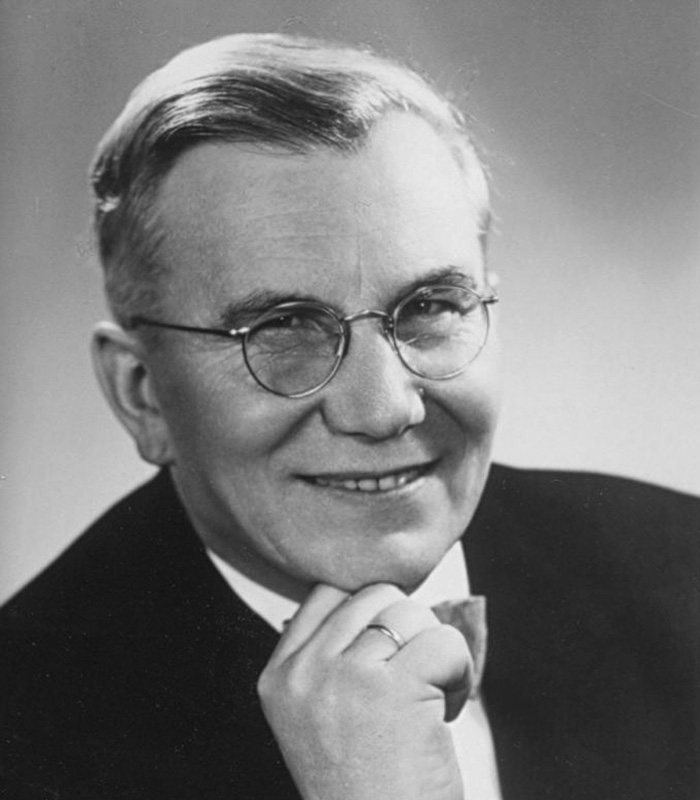
Walter Herrmann

Heinrich Walter Herrmann (* 22. September 1910 in Querfurt; † 11. August 1987 in Leipzig, beerdigt in Querfurt) war ein deutscher Physiker auf den Gebieten Kernphysik und Radioaktivität.

## Leben
Walter Herrmann war der Sohn eines Sparkassenbeamten in Querfurt. Von 1916 bis 1926 besuchte er die Schule in Querfurt und anschließend in Halle bis zum Abitur 1930. Von 1930 bis 1936 studierte Herrmann Physik, Chemie und Mathematik in Halle und Berlin und legte 1936 in Halle die Prüfung für das Lehramt an höheren Schulen ab. Von 1937 bis 1940 arbeitete er als Wissenschaftlicher Assistent am Physikalischen Institut der Universität Leipzig.
Ende 1939 begann Kurt Diebner parallel zu den Arbeiten zur Nutzbarmachung der Kernspaltung am Kaiser-Wilhelm-Institut für Physik und dem Physikalischen Institut der Universität Leipzig mit dem Aufbau einer eigenen Atomforschungsgruppe an der Versuchsstelle des Heereswaffenamtes in Gottow, jetzt Ortsteil der Gemeinde Nuthe-Urstromtal bei Luckenwalde. In dieser Gruppe war Walter Herrmann ab 1940 als Zivilangestellter tätig. Die Versuchsanordnungen in Gottow, bezeichnet mit G I, G II und G III, beruhten alle auf einer gitterförmigen Anordnung von Uranwürfeln, in die eine Neutronenquelle zwecks Messung der Neutronenvermehrung eingeführt wurde. Die Versuche bewiesen, dass die Würfelanordnung als Kernreaktorkonzept den andernorts verwendeten Plattenanordnungen hinsichtlich der Neutronenausbeute überlegen war. Insbesondere G IIIb brachte die höchste bis dahin in Deutschland erzielte Neutronenausbeute von 106 % Damit war experimentell der prinzipielle Beweis einer möglichen Nutzung der Kernenergie erbracht, ohne zu wissen, dass Enrico Fermi im Dezember 1942 in Chicago eine kontrollierte nukleare Kettenreaktion gelungen war. Die Beteiligung Walter Herrmanns an all diesen Versuchen belegen inzwischen veröffentlichte damalige Geheimberichte.
1943 wurde Walter Herrmann an der Mathematisch-naturwissenschaftlichen Abteilung der Philosophischen Fakultät der Universität Leipzig zum Dr. phil. promoviert.
Als Kurt Diebner 1944 Stellvertreter des Beauftragten des Reichsforschungsrates für die kernphysikalische Forschung wurde, wurde Herrmann Zivilangestellter beim Reichsforschungsrat. 1943–44 versuchte Diebner mittels Explosionen mit Hohlladungen thermonukleare Reaktionen an leichten Elementen einzuleiten, was allerdings misslang. Auch an diesen Versuchen wirkte Herrmann mit. Im Herbst 1944 erfolgte dann die Verlagerung von Diebners Forschungsgruppe nach Stadtilm in Thüringen. Die weitere Überführung nach Bayern wurde durch das Kriegsende vereitelt.
Nach dem Krieg arbeitete Herrmann 1945/46 zunächst als Kampagnechemiker in der Zuckerfabrik Zeitz.
1946 wurde er zusammen mit seiner Familie und weiteren deutschen Spezialisten in die Sowjetunion gebracht. Hier arbeiteten sie abgeschottet und bewacht an Grundlagenforschungen zum sowjetischen Atomprogramm. Herrmann leitete in einem Institut in Obninsk als „Oberwissenschaftler“ ein Labor für besondere Formen des Kernzerfalls. Ab 1952 war er in Suchumi tätig. Arbeitsergebnisse aus dieser Zeit sind nach wie vor geheim.
Nach der Rückkehr aus der Sowjetunion im Jahre 1955 widmete sich Walter Herrmann der Nutzung der Radioaktivität für Wissenschaft und Wirtschaft. Zusammen mit Carl Friedrich Weiss baute er in Leipzig das Institut für angewandte Radioaktivität auf, wobei er Wesentliches sowohl zur Konzipierung der Forschung als auch des neuen Institutsgebäudes beitrug. Von 1956 bis 1966 war er stellvertretender Direktor und von 1966 bis 1968 Direktor dieses Instituts. Sein wissenschaftliches Interesse galt der radioaktiven Messtechnik sowie der Methodik und Anwendung der Autoradiografie.
1958 erhielt Walter Herrmann der Nationalpreis der DDR II. Klasse.
Ab 1956 war er Lehrbeauftragter an der Karl-Marx-Universität Leipzig, wo er sich 1960 habilitierte. 1961 wurde er durch die Akademie der Wissenschaften der DDR zum Professor ernannt. Ab 1966 lehrte er bis zu seiner gesundheitlich bedingten Emeritierung 1971 an der Karl-Marx-Universität Leipzig als nebenamtlicher Professor mit vollem Lehrauftrag für angewandte Radioaktivität.

## Publikationen (Auswahl)
- K. Diebner, W. Herrmann und E. Grassmann: Absorption und Streuung von Neutronen (Ergebniszusammenstellung). Physik. Zs. 43. Jahrg. 1942, Heft 21, S. 440–465
- K. Diebner, W. Czulius, W. Herrmann, G. Hartwig, F. Berkei und E. Kamin: Über die Neutronenvermehrung einer Anordnung aus Uranwürfeln und schwerem Wasser. Atomkern-Energie 1956, Heft 7/8, S. 256–265
- W. Herrmann, K. Renker: Aufbau und Erprobung eines automatischen Szintillationsspektrometers für analytische Zwecke. Kernenergie 2. Jg., Heft 5/59, S. 413–430
- W. Herrmann, G. Hartmann, K. Freyer: Bericht über methodische Untersuchungen zur Autoradiographie. Kernenergie 7 (1964) S. 540–543
- W. Herrmann: Zehn Jahre Institut für angewandte Radioaktivität. Isotopenpraxis 2 H. 2/1966, S. 49–55
- W. Herrmann: Autoradiographie. In: Handbuch der Messtechnik in der Betriebskontrolle, Band V: Messverfahren unter Anwendung ionisierender Strahlung. S. 839–858, Akad. Verl. Gesellsch. Geest und Portig, Leipzig 1969